# Lacrosse ai Giochi mondiali 2022 - Torneo maschile
La gara del torneo maschile di lacrosse ai Giochi mondiali 2022 si è svolta dall'8 al 12 luglio 2022 a Birmingham.

## Risultati

### Fase preliminare

#### Gruppo A
| Pos | Team        | G | W | L | GF | GA | GD  | Pts |
| --- | ----------- | - | - | - | -- | -- | --- | --- |
| 1   | Stati Uniti | 3 | 3 | 0 | 63 | 29 | +34 | 9   |
| 2   | Regno Unito | 3 | 2 | 1 | 44 | 38 | +6  | 6   |
| 3   | Australia   | 3 | 1 | 2 | 45 | 40 | +5  | 3   |
| 4   | Germania    | 3 | 0 | 3 | 28 | 73 | −45 | 0   |

#### Gruppo B
| Pos | Team     | G | W | L | GF | GA | GD  | Pts |
| --- | -------- | - | - | - | -- | -- | --- | --- |
| 1   | Canada   | 3 | 3 | 0 | 73 | 26 | +47 | 9   |
| 2   | Giappone | 3 | 1 | 2 | 50 | 63 | −13 | 3   |
| 3   | Irochesi | 3 | 1 | 2 | 41 | 53 | −12 | 3   |
| 4   | Israele  | 3 | 1 | 2 | 40 | 62 | −22 | 3   |

### Fase finale
|  | Semifinale | Semifinale  | Semifinale |        |             | Finale            | Finale            | Finale            |  |
|  |            |             |            |        |             |                   |                   |                   |  |
|  | 1A         | Stati Uniti | 17         |        |             |                   |                   |                   |  |
|  | 1A         | Stati Uniti | 17         |        |             |                   |                   |                   |  |
|  | 2B         | Giappone    | 12         |        |             |                   |                   |                   |  |
|  | 2B         | Giappone    | 12         |        | Stati Uniti | Stati Uniti       | 19                |                   |  |
|  |            |             |            |        | Stati Uniti | Stati Uniti       | 19                |                   |  |
|  |            |             | Canada     | Canada | 3           |                   |                   |                   |  |
|  | 1B         | Regno Unito | Canada     | Canada | 3           | 11                |                   |                   |  |
|  | 1B         | Regno Unito |            |        |             | 11                |                   |                   |  |
|  | 2A         | Canada      | 22         |        |             | Finalina 3º posto | Finalina 3º posto | Finalina 3º posto |  |
|  | 2A         | Canada      | 22         |        |             |                   |                   |                   |  |
|  |            |             |            |        |             |                   |                   |                   |  |
|  |            |             |            |        |             | Giappone          | Giappone          | 19                |  |
|  |            |             |            |        |             | Giappone          | Giappone          | 19                |  |
|  |            |             |            |        |             | Regno Unito       | Regno Unito       | 18                |  |